# بايبر ريس
بايبر ريس (بالإنجليزية: Piper Reese)‏ هي مدونة صوتية وصحفية وممثلة أمريكية، ولدت في 13 أغسطس 2000 في كورال سبرنغز في الولايات المتحدة.

## وصلات خارجية
- الموقع الرسمي
- بايبر ريس على موقع IMDb (الإنجليزية)